# Ammobatoides okalii
Ammobatoides okalii är en biart som beskrevs av Kocourek 1990. Ammobatoides okalii ingår i släktet Ammobatoides och familjen långtungebin. Inga underarter finns listade i Catalogue of Life.